# Eo biển Palk

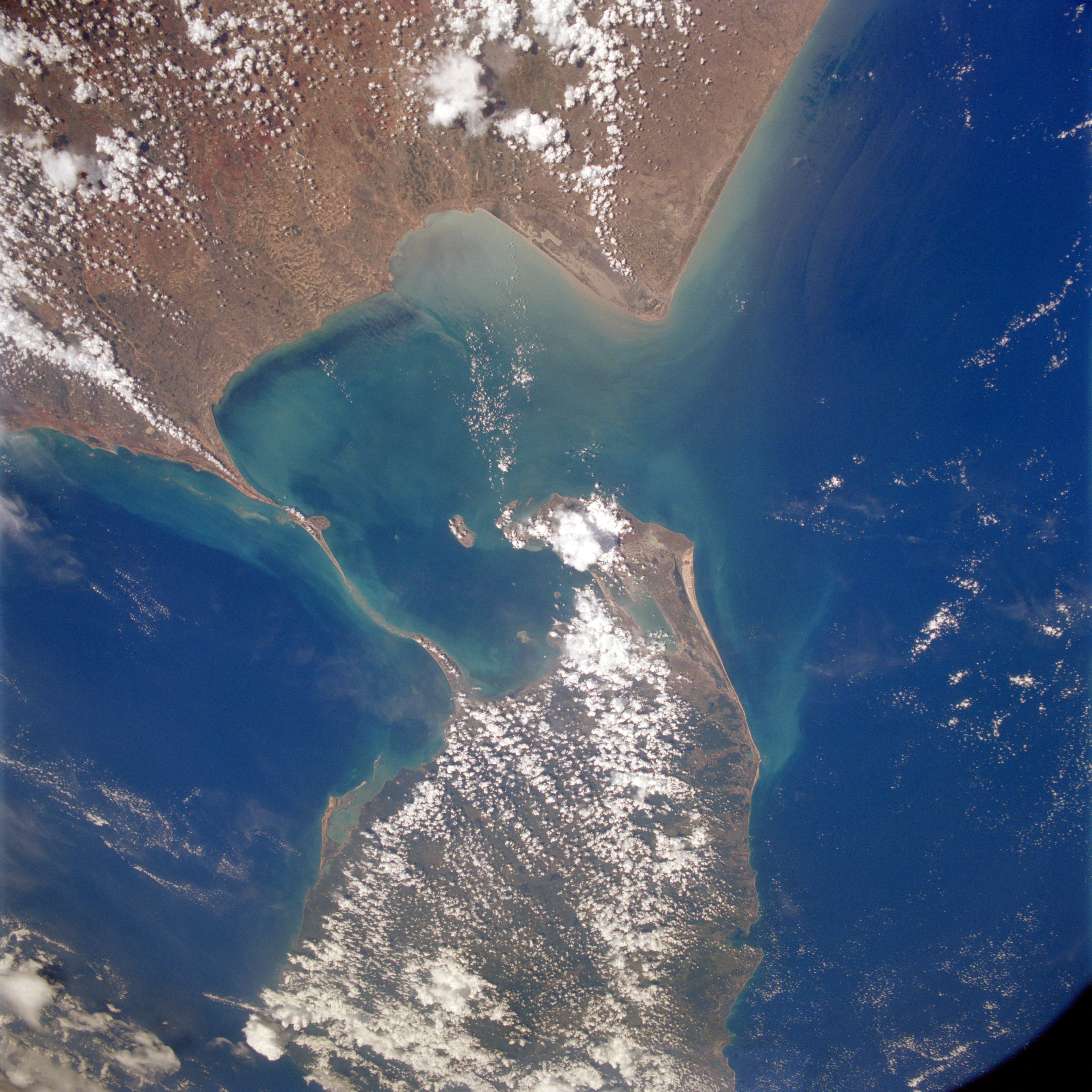
Ảnh chụp Vịnh Mannar, Cầu của Adam, vịnh Palk, eo biển Palk, vịnh Bengal

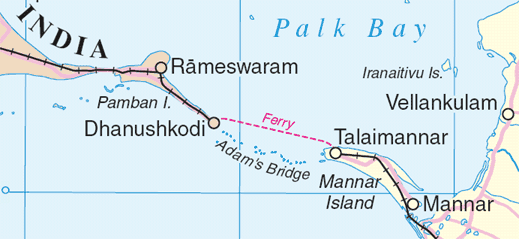
Cầu của Adam chia eo biển Palk khỏi vịnh Mannar

Eo biển Palk (tiếng Tamil: பழக ஸ்ட்ரைட்) là một eo biển ở Ấn Độ Dương. Eo biển Palk nằm giữa bang Tamil Nadu của Ấn Độ và khu Mannar của Tỉnh Bắc của đảo quốc Sri Lanka. Nó kết nối vịnh Bengal ở phía đông bắc vịnh Palk và từ đó với vịnh Mannar ở phía Tây Nam. Eo biển có chiều rộng từ 33 đến 50 dặm (53–80 km).. Một số con sông đổ vào nó, bao gồm cả sông Vaigai của Tamil Nadu. Eo biển này được đặt tên theo Robert Palk, một thống đốc của Madras (1755-1763) trong thời gian Công ty Raj.
Eo biển có mũi nhọn ở cuối phía nam của nó với một chuỗi các hòn đảo thấp và bãi rạn san hô mà là chung được gọi là Cầu của Adam (hoặc các tên ban đầu cầu của Rama). Chuỗi này kéo dài giữa Dhanushkodi đảo Pamban (còn được biết đến với tên đảo Rameswaram) ở Tamil Nadu và Mannar đảo Sri Lanka. Hòn đảo của Rameswaram được liên kết với lục địa Ấn Độ bên cạnh cầu Pamban.